# 昌平乡
昌平乡，是中华人民共和国广西壮族自治区崇左市扶绥县下辖的一个乡镇级行政单位。

## 行政区划
昌平乡下辖以下地区：
昌平社区、赛仁村、木民村、平白村、八联村、联豪村、四和村、石丽村和中华村。